# گلوریا پیه‌دیمونته
گلوریا پیه‌دیمونته (ایتالیایی: Gloria Piedimonte؛ ‏ ۲۷ مهٔ ۱۹۵۵ – ۶ ژانویهٔ ۲۰۲۲) خواننده و بازیگر اهل ایتالیا بود.

## گزیده فیلمشناسی
از فیلم‌ها یا مجموعه‌های تلویزیونی که وی در آن‌ها نقش داشته‌است، می‌توان به امانوئل و شب‌های پورنو در جهان، شماره ۲، دانشجو، آموزگار جایگزین، تعقیب مرگبار، چونان سگ‌های هار و عشق نازی کمپ ۳۷ اشاره نمود.